# Labama Bokota
Bokota Kamana Labama (ur. 6 kwietnia 1985 w Kinszasie) – rwandyjski piłkarz, chociaż urodził się w Demokratycznej Republice Konga. Grał na pozycji napastnika, dwudziestoośmiokrotny reprezentant Rwandy.